# دستیار آموزشی

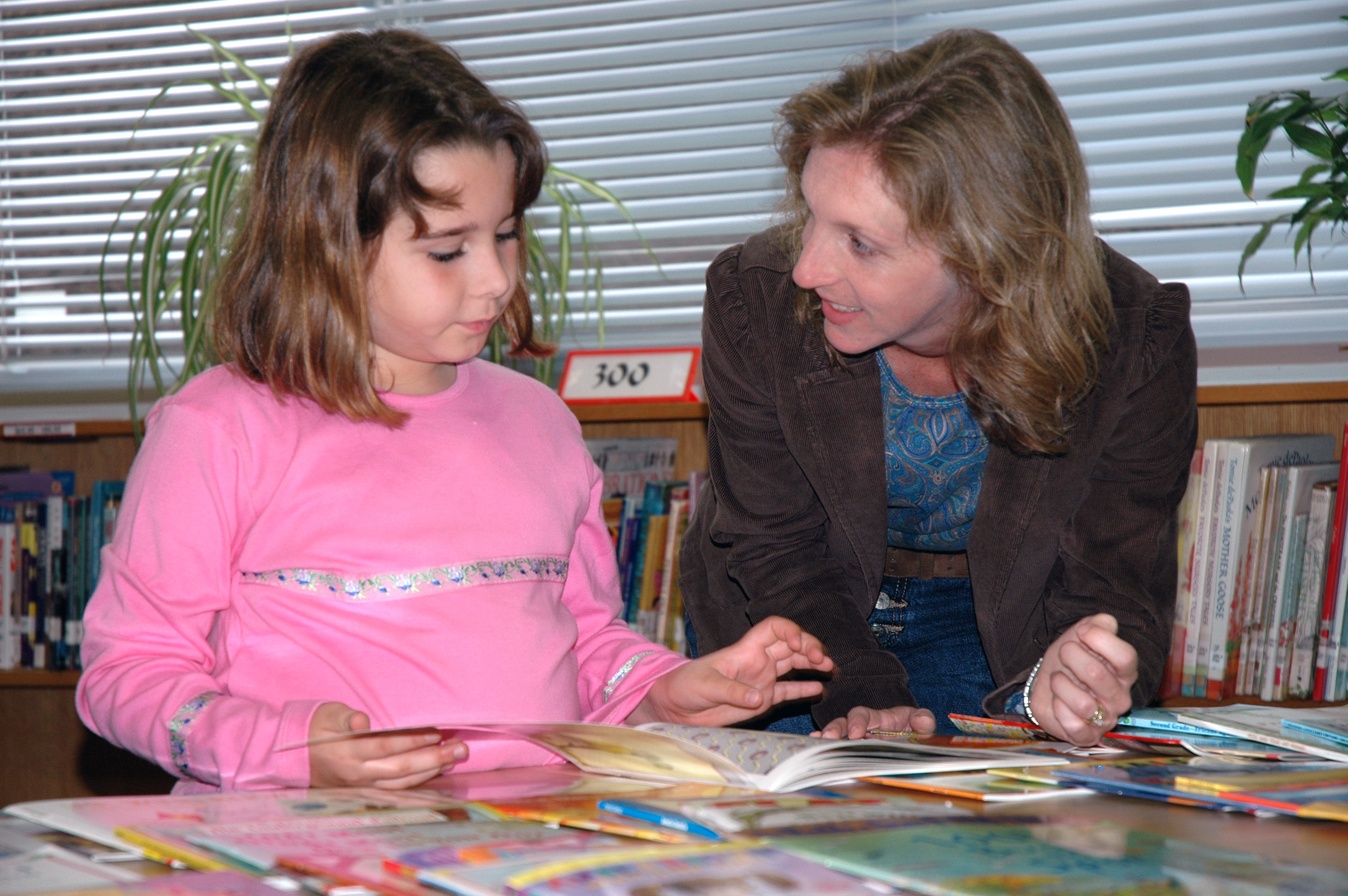
یک دستیار آموزشی که با یک کودک در حال مطالعه تعامل دارد

دستیار آموزشی یا کمک‌استاد (به انگلیسی: Teaching assistant) کسی‌ست که استاد دانشگاه یا معلم را در اجرای مسئولیت‌های آموزشیِ خود یاری می‌کند. دستیاران آموزشی در دانشگاه‌ها معمولاً دانشجوی تحصیلات تکمیلی هستند که دانشجویان هم‌مقطع خود یا مقطع پایین‌تر را آموزش می‌دهند. دستیاران آموزشی معمولاً وجوه یا اعتبارات مشخصی را طبق دورهٔ قرارداد (معمولاً یک ترم یا سال آموزشی) دریافت می‌کنند.
گاهی به کسانی که در دانشگاه به‌عنوان مدرس استخدام می‌شوند، ولی عضو هیئت علمی نیستند، نیز دستیار آموزشی گفته می‌شود.

## تعریف
دستیار آموزش یا دستیار معلم (TA) یا دستیار آموزش (EA) یا معلم تیم (TT) فردی است که در مسئولیت‌های آموزشی به یک معلم کمک می‌کند. TAها شامل دستیاران تدریس فارغ التحصیلان (GTA) هستند که دانشجویان تحصیلات تکمیلی هستند و دستیاران تدریس در مقطع کارشناسی (UTA) که دانشجویان مقطع کارشناسی هستند. TAهای متوسطه، که یا دانش آموزان دبیرستان هستند یا بزرگسالان؛ و TA مدرسه ابتدایی که بزرگسال هستند (همچنین به عنوان مربیان پیش حرفه ای یا دستیاران معلم نیز شناخته می‌شوند). طبق تعریف، TAها به کلاس‌ها کمک می‌کنند، اما بسیاری از دانشجویان تحصیلات تکمیلی به عنوان مربی تنها یک یا چند کلاس در هر ترم به عنوان همکار تدریس یا مربی دانشجوی کارشناسی ارشد فعالیت می‌کنند، اگرچه در برخی از ایالت‌ها مانند فلوریدا، «دستیار آموزش» نامیده می‌شود. TAهای فارغ التحصیلان و بزرگسالان معمولاً حقوق مشخصی دارند که با توجه به هر دوره قرارداد تعیین می‌شود (معمولاً یک ترم یا یک سال تحصیلی). با این حال، دانشجویان مقطع کارشناسی و دبیرستان گاهی حقوق دریافت نمی‌کنند و در ایالات متحده و سایر کشورها با سامانه اعتباری، در ازای کمک‌های خود، اعتبار دوره را دریافت می‌کنند. دستیاران تدریس اغلب با حمایت از دانش آموزان دارای اختلالات یادگیری، مانند اختلال کم‌توجهی - بیش‌فعالی، اوتیسم یا اختلالات جسمی، مانند نابینایی یا ناشنوایی، به معلم اصلی کمک می‌کنند.

## دستیار آموزشی تحصیلات تکمیلی
دستیاران تدریس در مقطع تحصیلات تکمیلی (که اغلب به آنها GTA یا به سادگی TA گفته می‌شود) دانشجویان تحصیلات تکمیلی هستند که در یک قرارداد موقت توسط یک گروه در کالج یا دانشگاه در مسئولیت‌های مرتبط با آموزش استخدام می‌شوند. در نیوزیلند، استرالیا و برخی از دانشگاه‌های کانادا، TAهای فارغ‌التحصیل به عنوان استاد راهنما شناخته می‌شوند. موقعیت‌های TA فارغ التحصیلان آمریکای شمالی بودجه ای را برای تحقیقات تحصیلات تکمیلی فراهم می‌کند - اگرچه هدف اصلی ارائه پشتیبانی آموزشی است - و اغلب به عنوان اولین قدم شغلی برای دانشگاهیان مشتاق عمل می‌کند. مسئولیت‌های TA بسیار متفاوت است و ممکن است شامل موارد زیر باشد: برگزاری ساعت اداری؛ آزمون‌ها یا آزمون‌های تقویت کننده و کمک به استادی در یک کلاس سخنرانی بزرگ با آموزش دانشجویان در جلسات تلاوت، آزمایشگاه یا بحث و گفتگو. استادان همچنین می‌توانند از دستیاران تدریس خود برای کمک به آموزش مباحث در طول کلاس عادی استفاده کنند. این امر به دانشجو فارغ‌التحصیل این فرصت را می‌دهد تا از مهارت‌های تدریس خود استفاده کند، زیرا بسیاری از آنها به دنبال شغل تدریس هستند. برخی از دانشجویان تحصیلات تکمیلی در دوره‌های آموزش از راه دور با ملاقات با دانشجویان به عنوان استاد قادر به کمک نیستند. TAهای فارغ‌التحصیل را نباید با همکاران (TF) یا مربیان دانشجوی کارشناسی ارشد (GSI) اشتباه گرفت، که دانشجویان تحصیلات تکمیلی هستند و به عنوان مربیان اصلی دوره‌ها خدمت می‌کنند. با این حال، در برخی از دانشگاه‌ها، مانند دانشگاه‌های ایالتی فلوریدا، نه دانش آموختگان تدریس می‌شوند و نه مدرسان دانشجویان تحصیلات تکمیلی، و «دستیار آموزش» تنها عنوانی است که استفاده می‌شود.

## دستیار آموزشی تحصیلات عالی
UTA یا JTA (دستیار آموزشی جوان) معمولاً به عنوان دستیار واقعی یک کلاس عمل می‌کنند. آنها معمولاً دوره ای را که به آن کمک می‌کنند، اغلب با همان استاد گذرانده‌اند و در آن عملکرد خوبی داشته‌اند. این مورد برای GTA کمتر رایج است، زیرا بسیاری از آنها در مقطع کارشناسی در سایر موسسات تحصیل کرده‌اند. برخلاف استادان و GTAها، UTAها معمولاً حقوق مشخصی ندارند اما در عوض ساعت به آنها پرداخت می‌شود، ساعت اعتبار می‌گیرند یا داوطلبانه وقت خود را می‌گیرند.

## دستیار آموزشی مدارس
اصطلاح دستیار آموزش در محیط دبیرستان و راهنمایی برای دانش آموزان یا بزرگسالان که به معلمی با یک یا چند کلاس کمک می‌کنند، استفاده می‌شود. مسئولیت‌ها، شرایط و شرایط درگیری این افراد با تحصیلات عالی متفاوت است. موقعیت رسمی کمتر، شغل TA در آموزش متوسطه معمولاً توسط معلم نظارت تعیین می‌شود. وظایف معمول شامل کمک به دانشجویان در کار و شرکت در جلسه است. بیشتر مسئولیت‌های دستیاری تدریس نیازی به تخصص آکادمیک استاد مسئول ندارد. برخی از دستیاران تدریس در این سطح ممکن است بخشهایی از کلاسها را تدریس کنند یا به گروه‌های کوچکی از دانش آموزان که نیاز به آموزش اضافی دارند، درس بدهند. بسیاری از TAها «یک به یک» با دانشجویان با نیازهای ویژه کار می‌کنند. این TAها دانش آموز خود را تحت‌الشعاع قرار می‌دهند و به کارهای کلاس، سازماندهی و مدیریت رفتار کمک می‌کنند. در بعضی از مناطق ایالات متحده معمول است یا حتی الزامی است که هر کلاس دارای یک معلم دارای گواهینامه و یک یا چند مربی همیار یا دستیار آموزشی باشد.

## در ایران
در ایران، در بیشتر دانشگاه‌های بزرگ کشور، استادان از دستیار آموزشی، به ویژه برای دروسی که محاسبات زیادی دارند، استفاده می‌کنند. همچنین در برخی دبیرستان‌های کشور، معلمان برخی دانش آموزان را به عنوان دستیار آموزشی جهت کمک به دانش آموزان دیگر انتخاب می‌کنند. 